# George William Wakefield
George William Wakefield (1887-1942) est un auteur de bande dessinée et illustrateur britannique.
Auteur très prolifique, pilier d'Amalgamated Press dans l'entre-deux-guerres, Wakefield est aujourd'hui surtout connu pour son adaptation en bande dessinée des aventures de Laurel et Hardy.

## Biographie
Publié à partir de 1906 dans l'hebdomadaire Ally Sloper's Half Holiday, Wakefield entre en 1911 chez l'éditeur jeunesse Amalgamated Press, pour les titres duquel il crée de nombreuses séries. De 1920 à sa mort en 1942, il est l'un des principaux auteurs de l'hebdomadaire Film Fun (en), spécialisé dans les adaptations en bande dessinée de personnages populaires du cinéma. Son adaptation des films de Laurel et Hardy s'avère particulièrement populaire.